# Térdszalagrend
A Térdszalagrend (Order of the Garter, KG vagy LG) Nagy-Britannia harmadik legrangosabb kitüntetése az első Viktória-kereszt (angol rövidítése: VC) és a György-kereszt (GC) után.
A rendet 1348-ban alapította III. Eduárd angol király, a rend jelmondata: Honi soit qui mal y pense (középfrancia: „Szégyellje magát, aki rosszat gondol róla”).
A rendnek a mindenkori uralkodón és Wales hercegén kívül 24 rendes tagja lehet.

## A Térdszalagrend eredete
A rend legkorábbi írásos említése a Tirant lo Blanch című lovagregényben található katalán nyelven, valószínűleg a valenciai Joanot Martorell írása, amelyet először 1490-ben adták ki. Ez a könyv egy fejezetet szentel a Térdszalagrend eredetének. Ez a leírás nagyjából megegyezik az ismert történettel.
E szerint a történet szerint a híres harisnyakötőt (garter), ami akkoriban igencsak intim ruhadarabnak számított, a szép Joan of Salisbury vagy Joan of Kent grófnő viselte a Calais elfoglalásának tiszteletére tartott bálon. Tánc közben azonban a kék harisnyakötő kioldódott, és a sok kíváncsi szemlélődő előtt a földre esett. A jelenlevők gúnyos megjegyzéseket tettek, a király azonban védelmébe vette a hölgyet. A saját kezűleg felemelt harisnyakötőt a saját térdére kötötte a következő (francia) szavak kíséretében: Honi soit qui mal y pense („Szégyellje magát, aki rosszat gondol róla”).

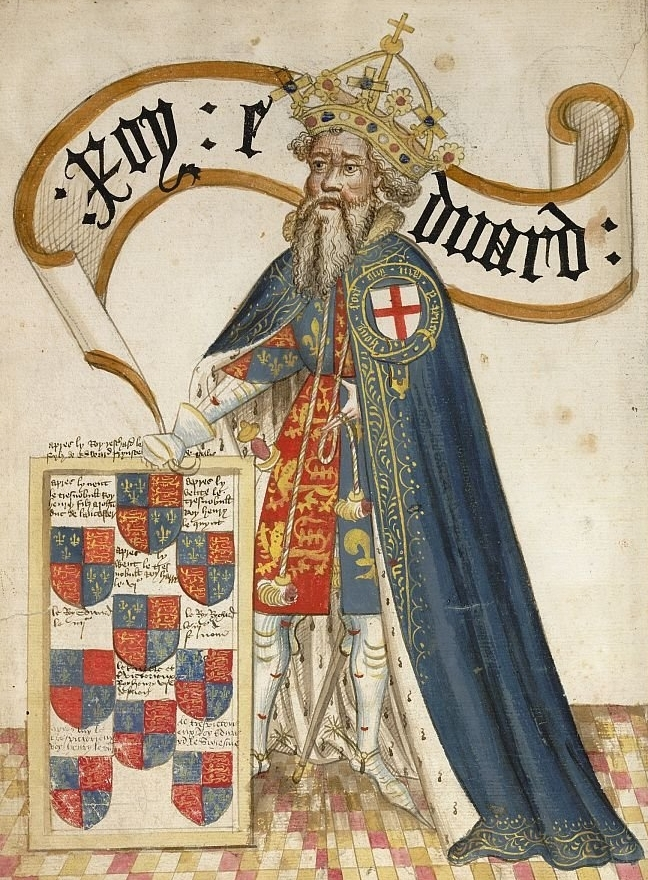
Az 1430-40 körül készült illusztrált kézirat miniatúráján III. Edward (1327-1377) király a Térdszalagrend díszített kék palástját viseli a páncélja felett.

Egy másik forrás szerint III. Eduárd „... 19 éves kora körül ünnepélyes ünnepséget rendezett Windsorban, és nagy igazságot és cselekedetet tett, kidolgozta és lényegében összehívta a a Térdszalagrend lovagjait. Bármennyire is igaz, hogy ezt a rendet először Oroszlánszívű Richárd király indította el Akko  városának ostrománál, ahol nagy szükségben csak 26 lovagja maradt, akik szilárdan és biztosan kitartottak a király mellett. Mindnyájuk kék szíjat tekert lábára. Ezt követően a kék szíj lovagjainak nevezték őket.” A térdszalag a páncél rögzítésére használt szíjak egyike. Ahogy a páncélt tartja össze az adott szíj, úgy fogja össze III. Eduárd támogatóit a Térdszalagrend. A kék szín és a mottó III. Eduárd király francia trónra történő igényét jelezte, a jelmondat értelme ennek megfelelően az, hogy szégyellje magát, aki megkérdőjelezi a király trónigényét.
Összefüggés van a Térdszalagrend és a Sir Gawain és a Zöld Lovag című közép-angol költemény (14. század vége) között. A Térdszalagrend jelszava olvasható a British Library egyetlen fennmaradt Sir Gawain kézirat végén. A versben a harisnyakötőhöz erotikus felhangjában nagyon hasonló öv játszik kiemelkedő szerepet. A Térdszalagrend mottója rímel a Gawain corsed worth cowarddyse és couetyse boþe („átkozott legyen gyávaság és vágyakozás”) versben elhangzó mottóra. Gawain lovagtársai övet öltenek magukra, amely szintén a páncél rögzítését szolgáló szíj, hasonlatosan a térdszalaghoz. A Sir Gawain és a Zöld Lovag vers szerzője továbbra is vitatott. A két jelölt: Genti János lancasteri herceg és Enguerrand de Coucy, a hetedik Lord de Coucy (1340 – 1397. február 18.). Ez utóbbi feleségül vette III. Eduárd lányát, Izabellát, és az esküvőjük napján (1366) felvették a Térdszalagrendbe és új címet is kreált az uralkodó számára: Earl of Bedford. A Térdszalagrendből 1377-ben kilépett.

## Az első 26 lovag
- III. Eduárd angol király (1312–77)
- Eduárd walesi herceg, a Fekete Herceg (1330–76)
- Henry of Grosmont, 1st Duke of Lancaster (c. 1310–61)
- Thomas de Beauchamp, 11th Earl of Warwick (†1369)
- III. Grailly János, Buch ura (†1377)
- Ralph de Stafford, 1st Earl of Stafford (1301–72)
- William de Montacute, 2nd Earl of Salisbury (1328–97)
- Roger Mortimer, 2nd Earl of March (1328–60)
- John de Lisle, 2nd Baron Lisle (1318–56)
- Bartholomew de Burghersh, 2nd Baron Burghersh (†1369)
- John de Beauchamp, 1st Baron Beauchamp (†1360)
- John de Mohun, 2nd Baron Mohun (c. 1320–76)
- Sir Hugh de Courtenay (†1349)
- Thomas Holland, 1st Earl of Kent (1314–1360)
- John de Grey, 1st Baron Grey de Rotherfield (c. 1300–59)
- Sir Richard Fitz-Simon (b. 1295)
- Sir Miles Stapleton (†1364)
- Sir Thomas Wale (†1352)
- Sir Hugh Wrottesley (†1381)
- Sir Nele Loring (†1386)
- Sir John Chandos (†1369)
- Sir James Audley (†1369)
- Sir Otho Holand (†1359)
- Sir Henry Eam (†before 1360)
- Sir Sanchet D'Abrichecourt (†1345)
- Sir Walter Paveley (†1375)

Az első 26 lovag arcképe is ismert a William Bruges's Garter Bookból.

## Tagság

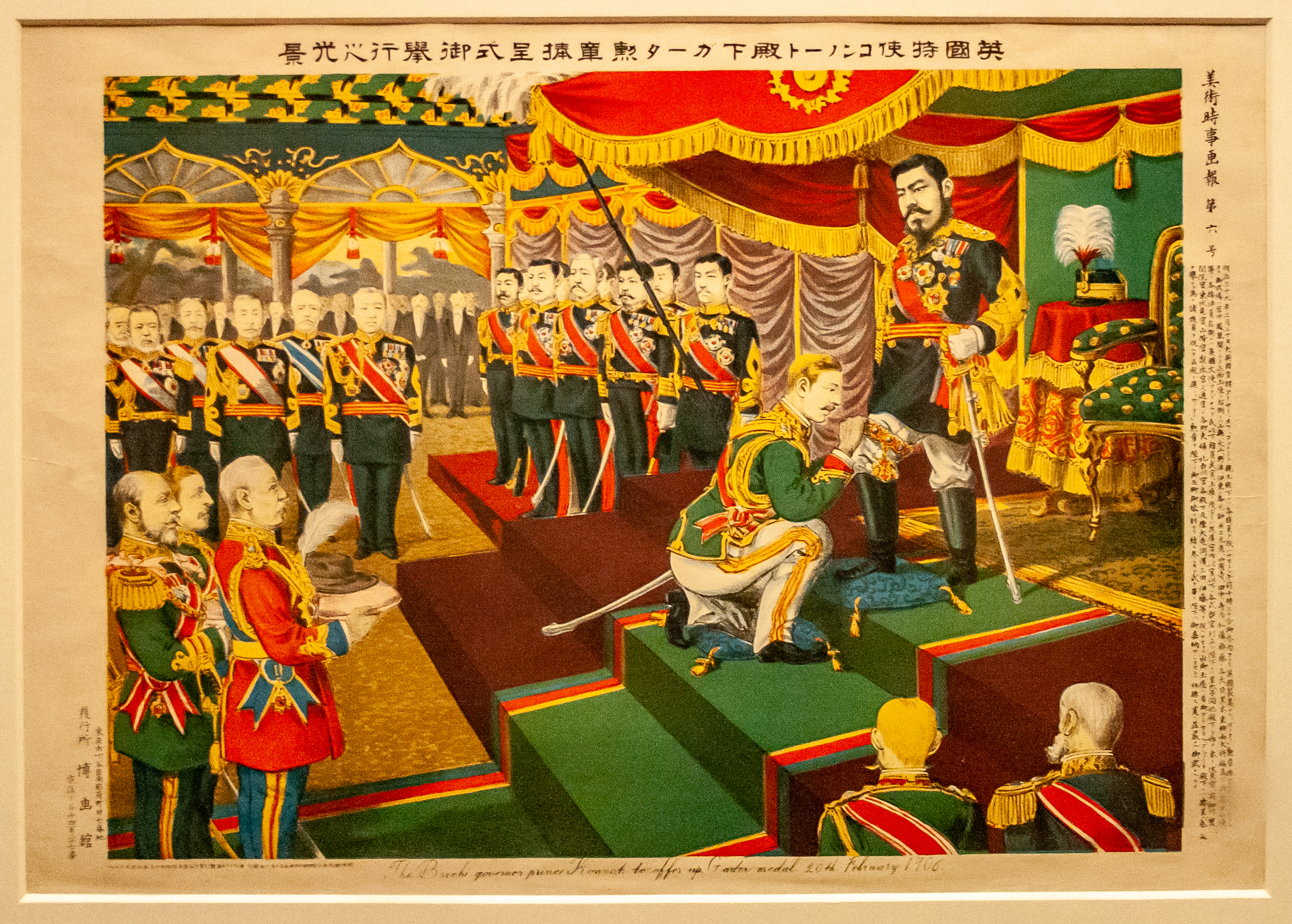
Arthur, Connaught hercege átadja a térdszalagrendet Meidzsi japán császárnak 1906-ban

A kinevezés az uralkodó kizárólagos belátása szerint történik, és általában a koronáért, hazáért tett szolgálat elismeréseként történik. Az Uralkodónak joga van a méltatlanná vált tagot a rendből kitaszítani, az első kitaszított Thomas Beauchamp, Warwick 12. earlje volt, akit 1373-ban vettek fel a rendbe, 1397-ben kitaszították és 1400-ban visszavették.
A rendnek nők is tagjai lehetnek.
Tisztségéből adódóan a rend tagja a mindenkori uralkodó és a walesi herceg (amennyiben a cím adományozott). Rendes tag 24 további személy (Knights and Ladies Companion: Lovag és Hölgy társak), akik lovagi címet viselnek. Ezen felül az uralkodó család tagjait is kinevezheti az uralkodó a rend tagjává (Supernumerary members, azaz számfeletti tagok vagy Royal Knights Companion: Királyi Lovag Társak). A 24 fős létszámkorlátozáson túl külföldi uralkodó is kinevezhető a rendbe (Stranger Knights and Ladies Companion: Idegen Lovag és Hölgy társak, más néven Extra Knights and Ladies Companion: Különleges Lovag és Hölgy társak), elsőnek 1813-ban I. Sándor orosz cárt érte ez a megtiszteltetés. A Rend férfi tagja Knights Companion (Lovag Társ), a női tag Ladies Companion (Hölgy Társ).

### Kiválasztás
Kezdetben az uralkodó a tagok jelölése alapján töltötte be a megüresedett helyeket. Minden tag kilenc jelöltet állított, akik közül háromnak grófi vagy magasabb, háromnak bárói vagy magasabb, háromnak pedig lovagi vagy magasabb rangúnak kellett lennie. Az uralkodó annyi jelöltet választ, amennyi a Rendben megüresedett helyek betöltéséhez szükséges. Nem voltak köteles azt vagy azokat választani, aki vagy akik a legtöbb jelölést kapták. Utoljára 1860-ban vette figyelembe az uralkodó a jelöléseket, azóta előzetes jelölés nélkül, elvben önállóan dönt. Az új tagokat általában Szent György napján (április 23.) jelentik be, de ez nem szabály. Például 2021. január elsején három új tagja lett a rendnek: Camilla Parker Bowles, Tony Blair és Valerie Ann Amos.

#### Kitaszítás
Az uralkodó kitaszíthatja azokat a tagokat, akik fegyvert ragadnak az uralkodó ellen. A XV. század végétől hivatalos kitaszítási ceremónia keretében távolították el az érdemtelenné vált tagot. A rend fegyvermestere (Garter King of Arms) a többiek kíséretében a Szent György-kápolnához ment. Mialatt felolvasta a kitaszító okiratot, egy tag létrán felmászott és leszedte az kitaszított lovag zászlóját, címerét, sisakját és kardját, és bedobta őket egy ládába. Azután a többi tag kirugdosta a ládát a kápolnából, ki az ajtókon, be a várárokba. Az utolsó ilyen formális degradáció Jakab, Ormonde hercegéé volt 1716-ban.
Az első világháború alatt, 1915-ben, két Királyi Lovag Társat – Károly Eduárd szász–coburg–gothai herceget és Ernő Ágost hannoveri királyi herceget –, valamint hat uralkodót – II. Vilmos württembergi királyt, Vilmos porosz királyi herceget, Ernő Lajos hesseni nagyherceget, Henrik porosz királyi herceget, II. Vilmos német császárt és Ferenc József osztrák császárt, magyar királyt – taszítottak ki a Térdszalagrendből.
A második világháború okán III. Viktor Emánuel olasz király és Hirohito japán császár kinevezését semmisítették meg. 1971-ben, amikor Hirohito állami látogatást tett az Egyesült Királyságban, visszanyerte rendtagságát, aminek a sajtóhírek szerint a császár mód felett örült.

### Nők
A Rend megalapítása után a nők is elnyerték a Térdszalagrendet, de nem feltétlenül váltak a rend tagjaivá. Az első női rendtag Hainaut-i Filippa angol királyné volt, akit 1358-ban III. Eduárd tett a rend tagjává. A kimaradásra jó példa VII. Henrik király édesanyja, akinek az uralkodó 1488-ban a Térdszalagrendet adományozta, de Lancasteri Margit nem lett a rend tagja. 1386-ot követően az első nő, aki a rend tagja is lett, Dániai Alexandra brit királyné volt, aki férjétől, VII. Eduárd brit királytól kapta a kitüntetést 1901-ben. A rend éves gyűlésének helyt adó Szent-György kápolnában a női tagok helyét és nevét csak 1987 óta jelölik úgy, ahogy addig a férfi tagokét tették.

## A rend tisztségviselői
A Rendnek hat tisztje van: a prelátus, a kancellár, a könyvelő, a fegyvermester, a ceremóniamester és a titkár. A prelátus, a könyvelő és a ceremóniamester tisztség a rend alapításával jöttek létre; a fegyvermester és a kancellár a XV., században, a titkár pedig a XX. században. A tisztek nem tagok.
A prelátusi tisztséget az alapítástól Winchester püspöke töltötte be szinte kivétel nélkül. 1837-ben az angol egyházmegyék átrendezését követően az oxfordi püspökök lettek a prelátusok. Később a két püspökség összeveszett a prelátusi tisztséghez való jogon. 2021. januárjában Timothy Dakin, Winchester püspöke töltötte be a tisztséget.
Az könyvelői hivatalt 1558 óta a windsori dékán tölti be.

## Éves rendezvény

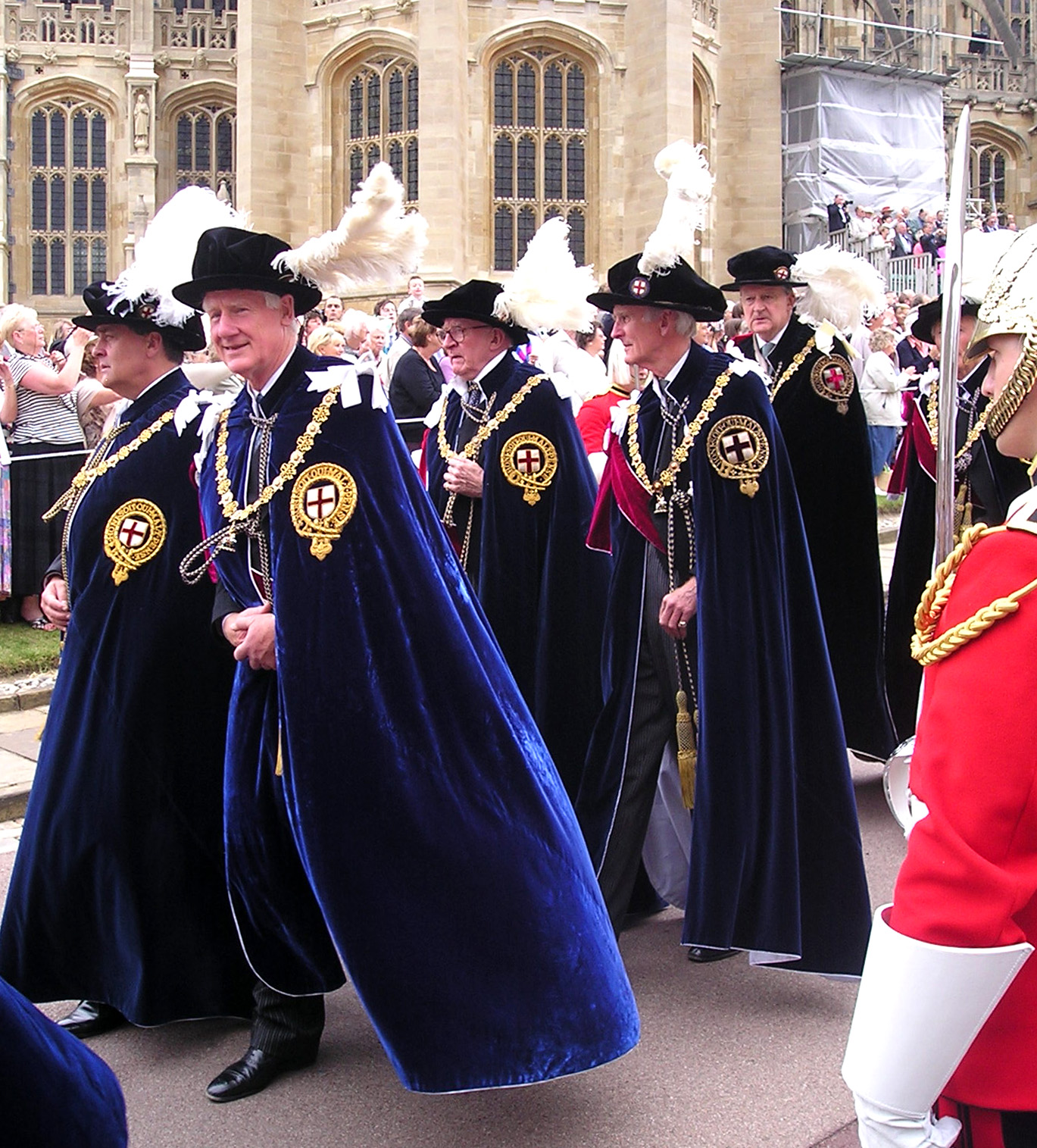
A Térdszalagrend tagjai a windsori kastély Szent György-kápolnájához vonulnak. (2006. június 19.)

A Térdszalagrend éves gyűlését júniusban tartja, ezen nézőként bárki részt vehet. A gyűlésre érkezőket az uralkodó fogadja a windsori kastély termében. Gyalog mennek át a Szent-György kápolnába, amely a rend kápolnája is, ezen az úton láthatják őket a nézők.
A lovagrend tagjai jellegzetes, fehér tafttal bélelt sötétkékek köpenyt viselnek. A térdszalaggal körülvett Szent György-kereszt címerpajzsa a palást bal vállára van varrva, de az uralkodó palástján a Rend csillaga látható. A jobb váll felett a köpenyhez sötétvörös bársony kapucni és kabát csatlakozik. A kalap egy Tudor-kori sapka fekete bársonyból, fehér strucc- és fekete gémtollakkal. A lovagi jelvényt nyakukba akasztva a köpeny fölött viselik, és a vállakon masnikkal átkötött fehér szalagokkal rögzítik. A jelvény és lánca tiszta aranyból készült, súlya 0,933 kg. A láncra felfüggesztve látható egy színesen zománcozott (néha ékszerekkel díszített) háromdimenziós figura: Szent György vértanú lovon, amint egy sárkányt öl meg.
Egy rövid istentisztelet után, ahol minden új tag beiktatásra kerül, az uralkodó és a rend többi tagja hintókkal és autókkal visszatér a kastély királyi részébe.

## A Térdszalagrend tagjai
Az alábbi táblázatok a 2024. május elsejei állapotot mutatják.

### Tisztsége okán tag
| Név                     | Kinevezés éve | Életkor   | Jegyzetek                                      |
| ----------------------- | ------------- | --------- | ---------------------------------------------- |
| III. Károly brit király | 2022          | (76 éves) | az uralkodó automatikusan tag, a rend vezetője |
| Vilmos walesi herceg    | 2022          | (42 éves) | a walesi herceg automatikusan tag              |

III. Károly a Wales hercege címet elnyerve 1958-ban lett a rend tagja. Vilmost, mint cambridge-i herceget II. Erzsébet brit királynő 2008-ban nevezte ki a Térdszalagrend lovagjává, ő volt a Térdszalagrend ezredik lovagja.

### Lovag és Hölgy társak
| Rendtag sorszáma | Név                                                  | Kinevezés éve | Életkora  | Más tisztségei                                                                                    |
| ---------------- | ---------------------------------------------------- | ------------- | --------- | ------------------------------------------------------------------------------------------------- |
| 986              | James Hamilton, Abercorn ötödik hercege              | 1999          | (90 éves) | a királyi udvar vezető tisztségviselője                                                           |
| 992              | Robin Butler, Brockwell bárója                       | 2003          | (87 éves) | volt miniszterelnöki hivatal vezető                                                               |
| 994              | Sir John Major                                       | 2005          | (82 éves) | volt miniszterelnök                                                                               |
| 999              | Richard Luce, Luce bárója                            | 2008          | (88 éves) | volt gibraltári kormányzó                                                                         |
| 1002             | Nicholas Phillips, Worth Matravers bárója            | 2011          | (87 éves) | az Egyesült-Királyság legfelsőbb bíróságának volt elnöke                                          |
| 1004             | The Lord Stirrup (Jock)                              | 2013          | (75 éves) | volt vezérkari vezető                                                                             |
| 1005             | Eliza Manningham-Buller, Manningham-Buller bárónője  | 2014          | (76 éves) | az MI5 volt igazgatója                                                                            |
| 1006             | Mervyn King, Lothbury bárója                         | 2014          | (77 éves) | a Bank of England volt kormányzója                                                                |
| 1007             | Charles Kay-Shuttleworth, Shuttleworth ötödik bárója | 2016          | (76 éves) |                                                                                                   |
| 1010             | Lady Mary Fagan                                      | 2018          | (85 éves) |                                                                                                   |
| 1011             | Alan Brooke, Brookeborough harmadik vikomtja         | 2018          | (72 éves) |                                                                                                   |
| 1013             | Lady Mary Peters                                     | 2019          | (85 éves) |                                                                                                   |
| 1014             | Robert Gascoyne-Cecil, Salisbury hetedik márkija     | 2019          | (78 éves) | a Lordok házának volt elnöke                                                                      |
| 1015             | Sir Tony Blair                                       | 2022          | (71 éves) | volt miniszterelnök                                                                               |
| 1016             | Valerie Amos, Amos bárónője                          | 2022          | (71 éves) | volt kabinet miniszter, diplomata                                                                 |
| 1017             | Catherine Ashton, Ashton of Upholland bárónője       | 2023          | (69 éves) | Külügyi és biztonságpolitikai főképviselő és a Lordok Házának korábbi vezetője                    |
| 1018             | Chris Patten, The Lord Patten of Barnes              | 2023          | (80 éves) | Hongkong utolsó kormányzója, a BBC Trust korábbi elnöke és az Oxfordi Egyetem kancellárja         |
| 1019             | The Lord Peach                                       | 2024          | (69 éves) | Légi-marsall, volt vezérkari főnök, a NATO Katonai Bizottságának volt elnöke                      |
| 1020             | The Lord Kakkar                                      | 2024          | (60 éves) | A bírói kinevezési bizottság korábbi elnöke és a Lordok Háza kinevezési bizottságának volt elnöke |
| 1021             | The Lord Lloyd-Webber                                | 2024          | (77 éves) | Színházi zeneszerző és impresszárió                                                               |
| betöltetlen      |                                                      |               |           |                                                                                                   |
| betöltetlen      |                                                      |               |           |                                                                                                   |
| betöltetlen      |                                                      |               |           |                                                                                                   |
| betöltetlen      |                                                      |               |           |                                                                                                   |

### Királyi Lovag Társak
| Név                             | Kinevezés éve | Életkor   |
| ------------------------------- | ------------- | --------- |
| Eduárd kenti herceg             | 1985          | (89 éves) |
| Anna brit királyi hercegnő      | 1994          | (74 éves) |
| Richárd gloucesteri herceg      | 1997          | (80 éves) |
| Alexandra brit királyi hercegnő | 2003          | (88 éves) |
| András yorki herceg             | 2006          | (65 éves) |
| Eduárd edinburgh-i herceg       | 2006          | (61 éves) |
| Kamilla brit királyné           | 2022          | (77 éves) |
| Brigitta gloucesteri hercegné   | 2024          | (78 éves) |

### Idegen Lovag és Hölgy társak
| Név                                                               | Kinevezés éve | Életkor                                           |
| ----------------------------------------------------------------- | ------------- | ------------------------------------------------- |
| II. Margit dán királynő                                           | 1979          | (85 éves) 2024. január 14-én lemondott a trónról. |
| XVI. Károly Gusztáv svéd király                                   | 1983          | (78 éves)                                         |
| János Károly, volt spanyol király                                 | 1988          | (87 éves)                                         |
| Beatrix, Hollandia, Oránia-Nassau és Lippe-Biesterfeld hercegnője | 1989          | (87 éves), a lemondott Holland uralkodó           |
| Akihito japán császár                                             | 1998          | 2019. április 30-án elhunyt.                      |
| V. Harald norvég király                                           | 2001          | (88 éves)                                         |
| VI. Fülöp spanyol király                                          | 2017          | (57 éves)                                         |
| Vilmos Sándor holland király                                      | 2018          | (57 éves)                                         |